# Coreopsis celendinensis
Coreopsis celendinensis là một loài thực vật có hoa trong họ Cúc. Loài này được Sagást. & Sánchez Vega mô tả khoa học đầu tiên năm 1971.